# دره لمون–گلدن ولی (نوادا)
دره لمون کلدن-ولی، نوادا (به انگلیسی: Lemmon Valley–Golden Valley, Nevada) یک سکونتگاه مسکونی در ایالات متحده آمریکا است که در نوادا واقع شده‌است.

## خصوصیات
دره لمون کلدن-ولی ۸۴٫۱ کیلومترمربع مساحت و ۶٬۸۵۵ نفر جمعیت دارد.